# Ташкент (Турция)
Ташкент (тур. Taşkent) — город в Турции.

## История
Ранее Ташкент назывался Пирлерконду (тур. Pirlerkondu'dur). В 1930 году губернатор Коньи Иззет Бей переименовал его в Ташкент.

## Население
Численность населения округа Ташкент составляет 46.396 человек (на 2000 год). Площадь округа равна 468 км². Численность населения самого города — 10 779 человек.

## Географическое положение и климат
Город Ташкент расположен в южной части центральной Анатолии. Является административным центром одноимённого округа в провинции Конья. Ташкентский район расположен в 133 км к югу от центра города Конья. Его высота составляет 1620 метров. 
В Ташкенте зима холодная и снежная, а лето жаркое и сухое.
1. 1 2  https://www.lexpera.com.tr/resmi-gazete/metin/gun-isigindan-daha-fazla-yararlanmak-amaciyla-butun-yurtta-uygulanan-ileri-saat-uygulamasinin-devam-3